# ユタ映画批評家協会賞 (2014年)
13th UFCA Awards

作品賞: 

『バードマン あるいは（無知がもたらす予期せぬ奇跡）』
第13回ユタ映画批評家協会賞（だい13かいユタえいがひひょうかきょうかいしょう）は2014年の映画を対象としており、2014年12月18日に受賞者が発表された。

## 受賞一覧

### 作品賞
- 受賞 - 『バードマン あるいは（無知がもたらす予期せぬ奇跡）』
  - 次点 - 『イミテーション・ゲーム/エニグマと天才数学者の秘密』

### 監督賞
- 受賞 - アレハンドロ・ゴンサレス・イニャリトゥ - 『バードマン あるいは（無知がもたらす予期せぬ奇跡）』
  - 次点 - ジョナサン・グレイザー - 『アンダー・ザ・スキン 種の捕食』

### 主演男優賞
- 受賞 - マイケル・キートン - 『バードマン あるいは（無知がもたらす予期せぬ奇跡）』
  - 次点 - ベネディクト・カンバーバッチ - 『イミテーション・ゲーム/エニグマと天才数学者の秘密』
  - 次点 - レイフ・ファインズ - 『グランド・ブダペスト・ホテル』

### 主演女優賞
- 受賞 - ロザムンド・パイク - 『ゴーン・ガール』
  - 次点 - マリオン・コティヤール - 『サンドラの週末』

### 助演男優賞
- 受賞 - J・K・シモンズ - 『セッション』
  - 次点 - エドワード・ノートン - 『バードマン あるいは（無知がもたらす予期せぬ奇跡）』

### 助演女優賞
- 受賞 - ジェシカ・チャステイン - 『アメリカン・ドリーマー 理想の代償』
  - 次点 - ティルダ・スウィントン - 『スノーピアサー』

### オリジナル脚本賞
- 受賞 - アレハンドロ・ゴンサレス・イニャリトゥ、アーマンド・ボー、ニコラス・ジャコボーン、アレクサンダー・ディネラリス・Jr - 『バードマン あるいは（無知がもたらす予期せぬ奇跡）』
  - 次点 - ダン・ギルロイ - 『ナイトクローラー』

### 脚色賞
- 受賞 - ポール・トーマス・アンダーソン - 『インヒアレント・ヴァイス』
- 受賞 - ポン・ジュノ、ケリー・マスターソン - 『スノーピアサー』

### 撮影賞
- 受賞 - ロバート・エルスウィット - 『ナイトクローラー』
  - 次点 - ダニエル・ランディン - 『アンダー・ザ・スキン 種の捕食』

### アニメーション映画賞
- 受賞 - 『LEGO ムービー』
  - 次点 - 『The Boxtrolls』

### 外国語映画賞
- 受賞 ― 『ウィ・アー・ザ・ベスト!』 スウェーデン
  - 次点 - 『サンドラの週末』 ベルギー

### ドキュメンタリー映画賞
- 受賞 ― 『シチズンフォー スノーデンの暴露』
  - 次点 - 『The Overnighters』